# Costanera Center

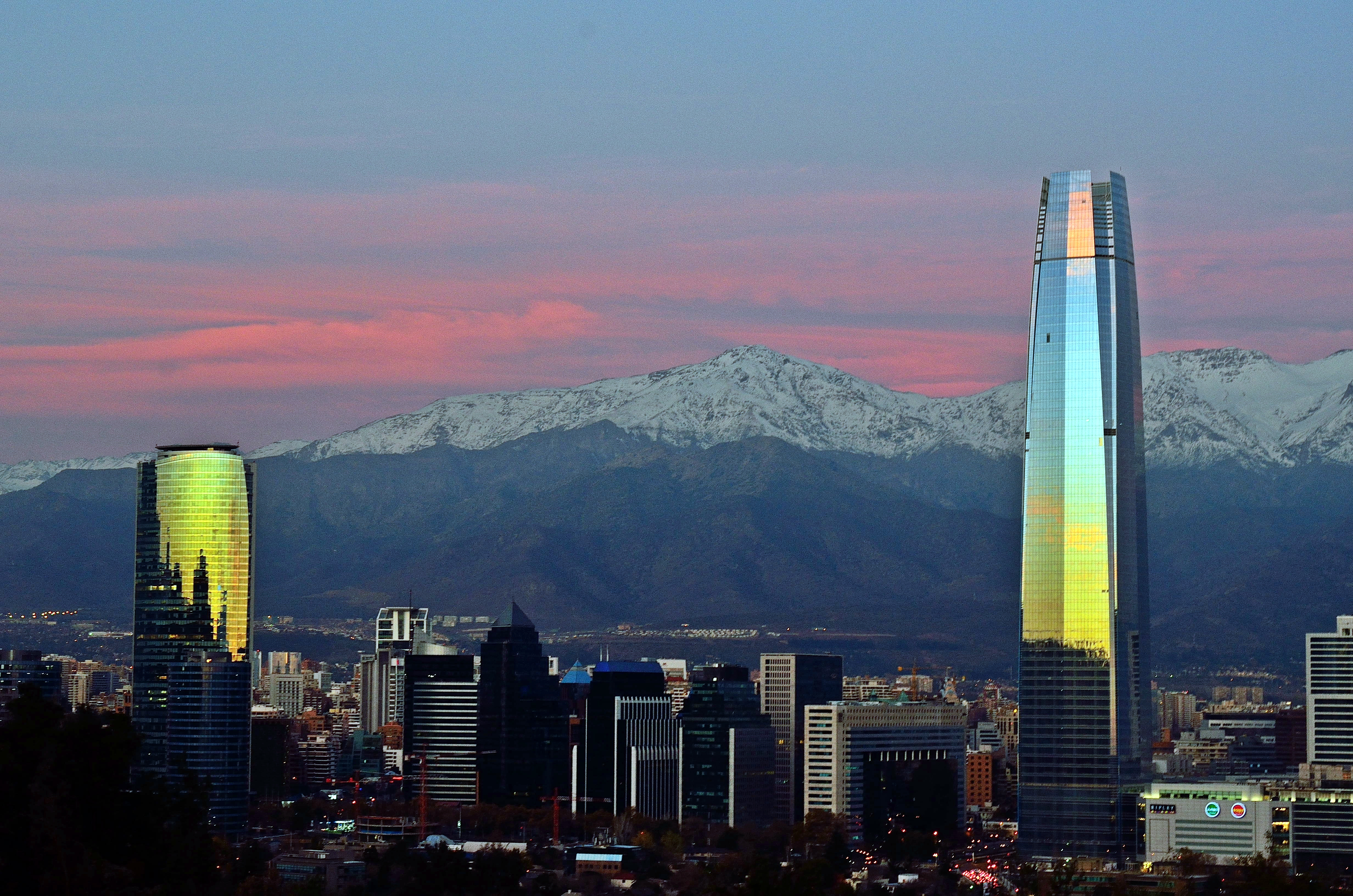
El Costanera Center en 2014.

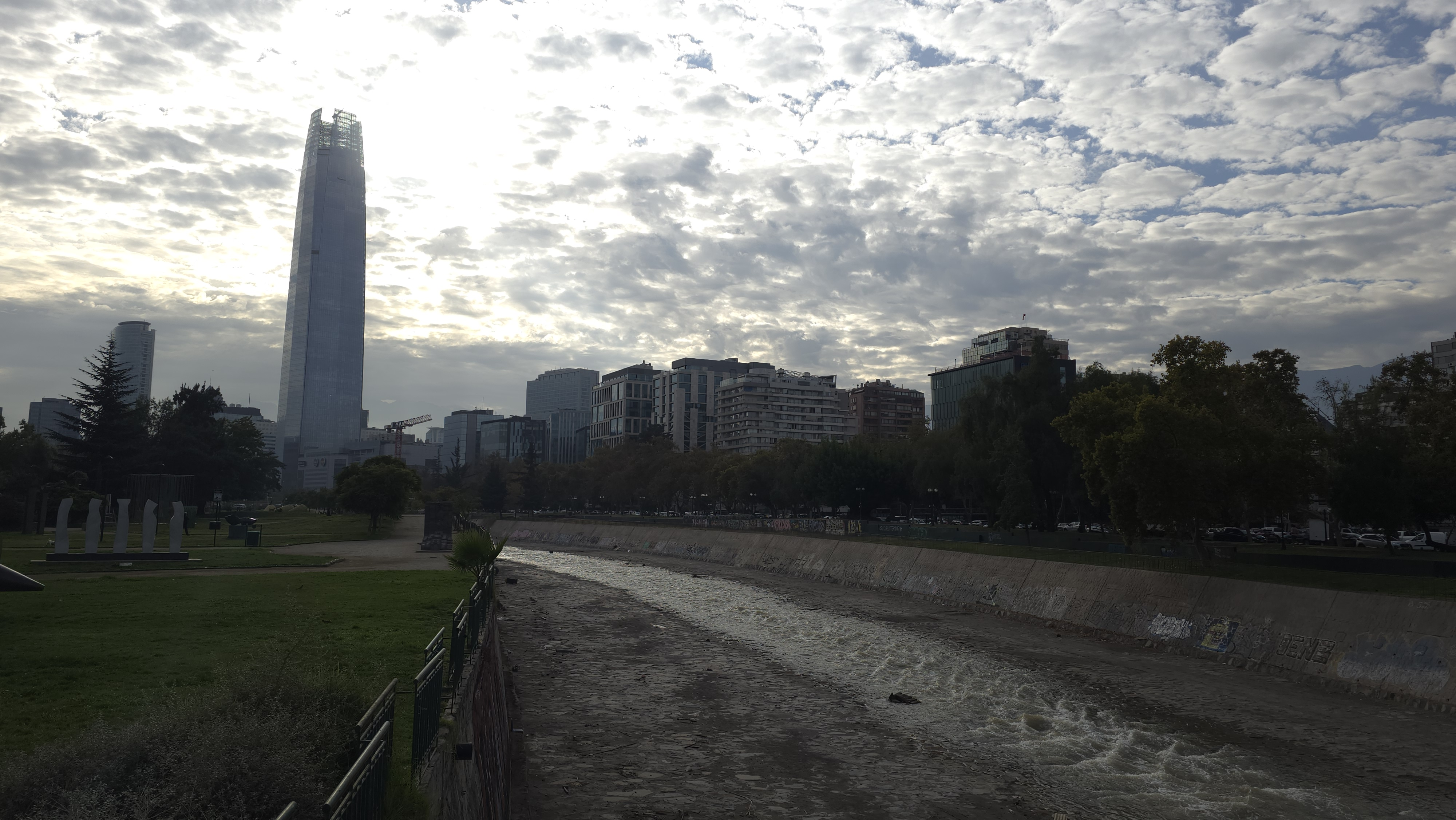
Vista de Costanera Center desde un costado del río Mapocho en 2025.

Costanera Center es un proyecto inmobiliario chileno realizado por ubicado en la comuna de Providencia, Región Metropolitana de Santiago. Fue nombrado así porque está en la Avenida Costanera Sur, cerca del río Mapocho. Consta de un conjunto de cuatro edificios  ubicados en la intersección de Avenida Andrés Bello con Nueva Tajamar, a unos metros de la estación Tobalaba del Metro de Santiago. Su edificio central, la Gran Torre Costanera, cuenta con un área total de 128 000 m², tiene una altura de 297 metros incluida la espiral (350 m hasta el último de sus 62 pisos) y está equipado con 24 ascensores de alta velocidad que pueden alcanzar un máximo de 6,6 metros por segundo. Con estas características, la Gran Torre Costanera es el rascacielos más alto de Sudamérica y es el más alto de Latinoamérica desde 2012. Las torres 1, 3 y 4 tienen una altura de 175, 175 y 105 metros, respectivamente. De los cuatro edificios del proyecto original, solo dos fueron finalmente construidos (la Gran Torre Costanera o Torre 2 y la Torre 4) mientras que la construcción de las torres 1 y 3 aún se encuentran paralizadas desde 2009.
El conjunto de edificios, de propiedad del consorcio Cencosud, cuenta con un centro comercial de seis pisos (inaugurado en junio de 2012, después de que hubieran anunciado su apertura para el 27 de mayo del mismo año) y dos hoteles de cinco y de cuatro estrellas. Tres de los cuatro edificios estarán destinados a oficinas. La inauguración del centro comercial estaba prevista para mediados de 2009; sin embargo, los efectos de la crisis económica de 2008 provocaron en enero de 2009 la decisión de paralizar las obras hasta que fuese superada la incertidumbre económica. Así, el 17 de diciembre de 2009, se anunció la continuación de las obras, las cuales se inauguraron en forma paulatina a partir de mayo de 2012, en medio de diversos problemas con las autoridades. La Gran Torre Costanera está operativa desde 2014. 
En noviembre de 2010, la Gran Torre Costanera superó los 200 m de altura en construcción, convirtiéndose en el edificio más alto de Chile, superando a la Torre Titanium La Portada. En tanto, el 18 de febrero de 2011, la construcción llegó a los 226 m de altura, superando a las Torres de Parque Central de Caracas, las que hasta ese entonces eran las torres más altas de Sudamérica. El 14 de febrero de 2012, se montó la última estructura correspondiente a la espiral de la Gran Torre Santiago, acompañada de dos banderas chilenas que representan los «tijerales», debido a que la torre finalmente alcanzó los 300 metros de altura, convirtiéndose así en la torre más alta de Sudamérica. En diciembre de 2014 se anunció que Marriott operaría el hotel del complejo. Finalmente, el AC Hotel Santiago Costanera Center fue inaugurado en enero de 2020.
El lunes 18 de enero de 2016, Bayer comenzó a operar en la Torre Costanera y se convirtió en el primer inquilino del edificio más alto de Sudamérica. Desde ese día, todo el equipo de Bayer y de la empresa de semillas Nunhems comenzó a trabajar en los pisos 21 y 22, en el sector Low Rise del edificio. En junio de 2019, se anunció la reanudación de las obras con la construcción de la Torre 3.

## Construcción y costos
La construcción se inició el 3 de marzo de 2006. El proyecto tenía un costo estimado de $600 millones de dólares, pero debido a imprevistos, superará los US $1000 millones, que será recompensado con ganancias anuales que se calculan en alrededor de USD150 millones tras la inauguración.
Tiene un total de 710 000 metros cuadrados construidos. El diseño de la Gran Torre Santiago fue realizado por el estudio del argentino César Pelli. El diseño del centro comercial y de las tres torres restantes, estuvo a cargo de la oficina de arquitectos chilena Alemparte Barreda y Asociados, mientras que el cálculo estructural fue desarrollado por la empresa chilena René Lagos y Asociados. Como revisores estructurales se encuentran trabajando ingenieros de la compañía estadounidense Thorton Tomasetti Group que, entre otros, diseñaron el Taipei 101, uno de los rascacielos más altos en la actualidad. El proyecto de muro cortina, fachadas exteriores y lucarnas lo realizó la empresa Accura Systems para el centro comercial y Torre 4, mientras que para la Gran Torre Santiago lo realiza la empresa Far East. El proyecto eléctrico de distribución en media tensión lo realizó la empresa Fleischmann Ingeniería de Proyectos, el primer proyecto a nivel comercial con dichas características en Chile. La provisión e instalación de la protección contra el fuego de las estructuras resistentes del centro comercial, en tanto, fue ejecutada por la oficina de ingenieros Lagos y Castillo S.A..
En octubre de 2008, se dio a conocer la paralización de la construcción de las torres 1 y 3 del proyecto Costanera Center, ambas de 170 metros de altura, por motivos económicos originados por la crisis económica mundial de ese año. Sin embargo, la Gran Torre Santiago y la torre 4, de 109 metros, siguieron con su edificación. Esto hasta que el 28 de enero de 2009, por medio de un comunicado de prensa, el grupo Cencosud comunicó la paralización total e indefinida de la construcción del proyecto, argumentando que el entonces escenario económico «no justificaba continuar al ritmo actual con la construcción».
Durante el periodo de paralización, se analizó el plan de mitigación vial en el entorno de Costanera Center para evitar grandes congestiones vehiculares una vez inaugurado este proyecto. Aunque en sus inicios se planteó incluso la construcción de una estación de la Línea 4 del Metro de Santiago, no se ha llegado a una decisión al respecto, especialmente debido a conflictos entre Cencosud y el Ministerio de Obras Públicas sobre quién debiera ser el responsable de estos trabajos. Resumiendo, la construcción de esta mega obra, ha traído variadas diferencias entre personajes del ámbito político.

## Complejo

### Gran Torre Costanera
La Gran Torre Costanera (conocida anteriormente como Gran Torre Santiago y previo a ello como  Torre Gran Costanera) es un rascacielos de 300 metros de altura ubicado en Santiago. Su mirador, Sky Costanera, fue inaugurado el 11 de agosto de 2015.
Fue diseñada por las oficinas de arquitectos Alemparte Barreda y Asociados, Pelli Clarke Pelli Architects y Watt International.

### Centro comercial

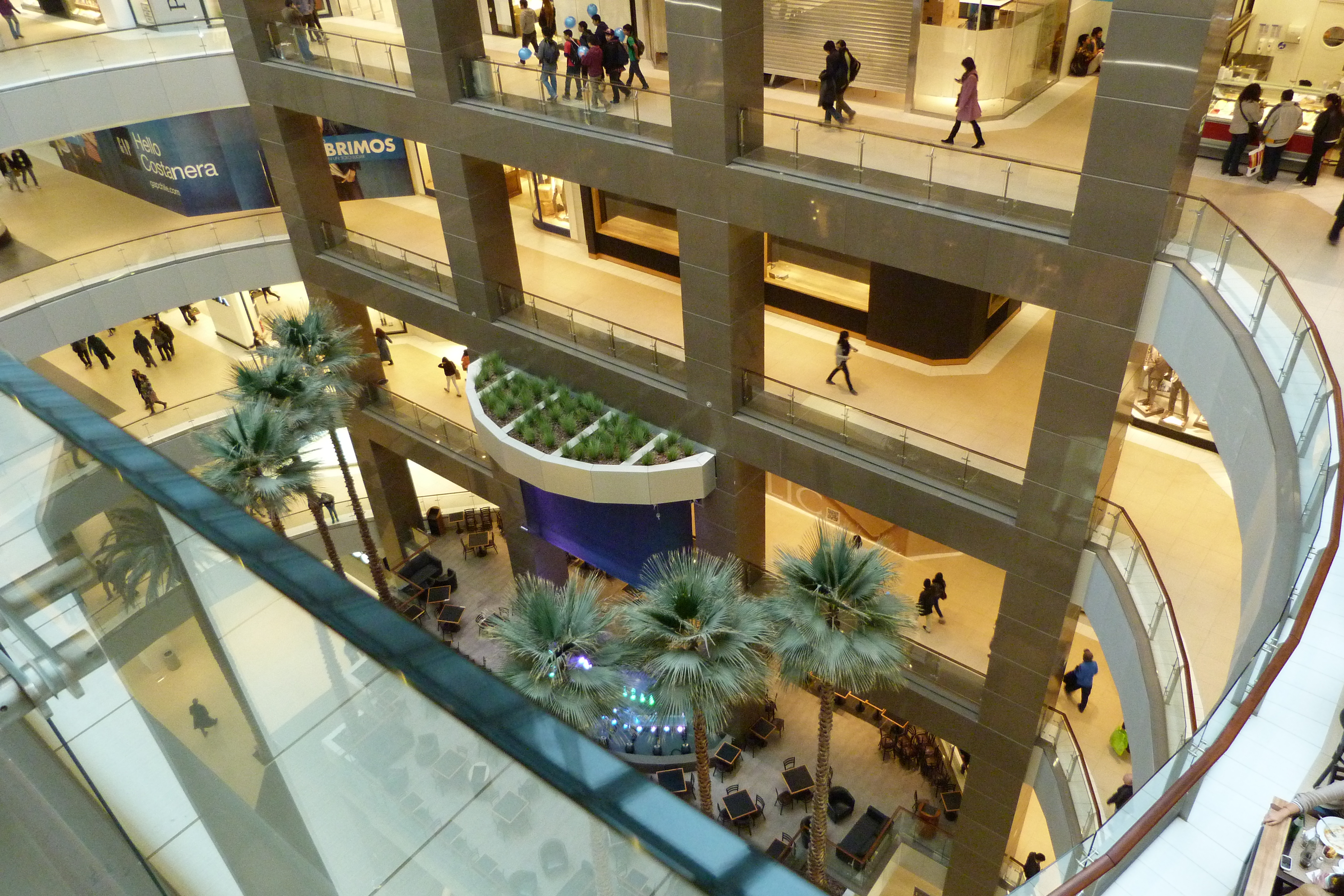
Mall Costanera Center.

El centro comercial Cenco Costanera (previamente conocido como Mall Costanera Center) ocupa siete plantas temáticas con un total de 301 locales comerciales. Incluye un hipermercado Jumbo de 15 000 m² de superficie, una tienda del hogar Easy, las multitiendas chilenas París, Ripley, Falabella y exclusivas tiendas internacionales como: Zara, Gap, Abercrombie & Fitch, Guess, The North Face, Calvin Klein, American Eagle Outfitters, Swarovski, Lacoste, Tommy Hilfiger, Hugo Boss, Old Navy, H&M, H&M Home (por abrir en 2024), Nike, Forever 21, Aldo, Adidas,  Adidas Originals, Columbia Sportswear, Victoria’s Secret además de un patio de comidas con vista panorámica que albergará a más de 2000 personas y 14 salas de cine Cineplanet y en el primer nivel Hard Rock Cafe. A lo anterior se suman cinco niveles de estacionamientos subterráneos con una capacidad de 4500 vehículos. Además, cuenta con un hotel Marriott.
Luego de varios anuncios fallidos sobre su apertura, el 12 de junio de 2012 se autorizó la marcha blanca para el centro comercial y las tiendas a partir de las 15:30 horas.